# Pedro Gutiérrez Bueno

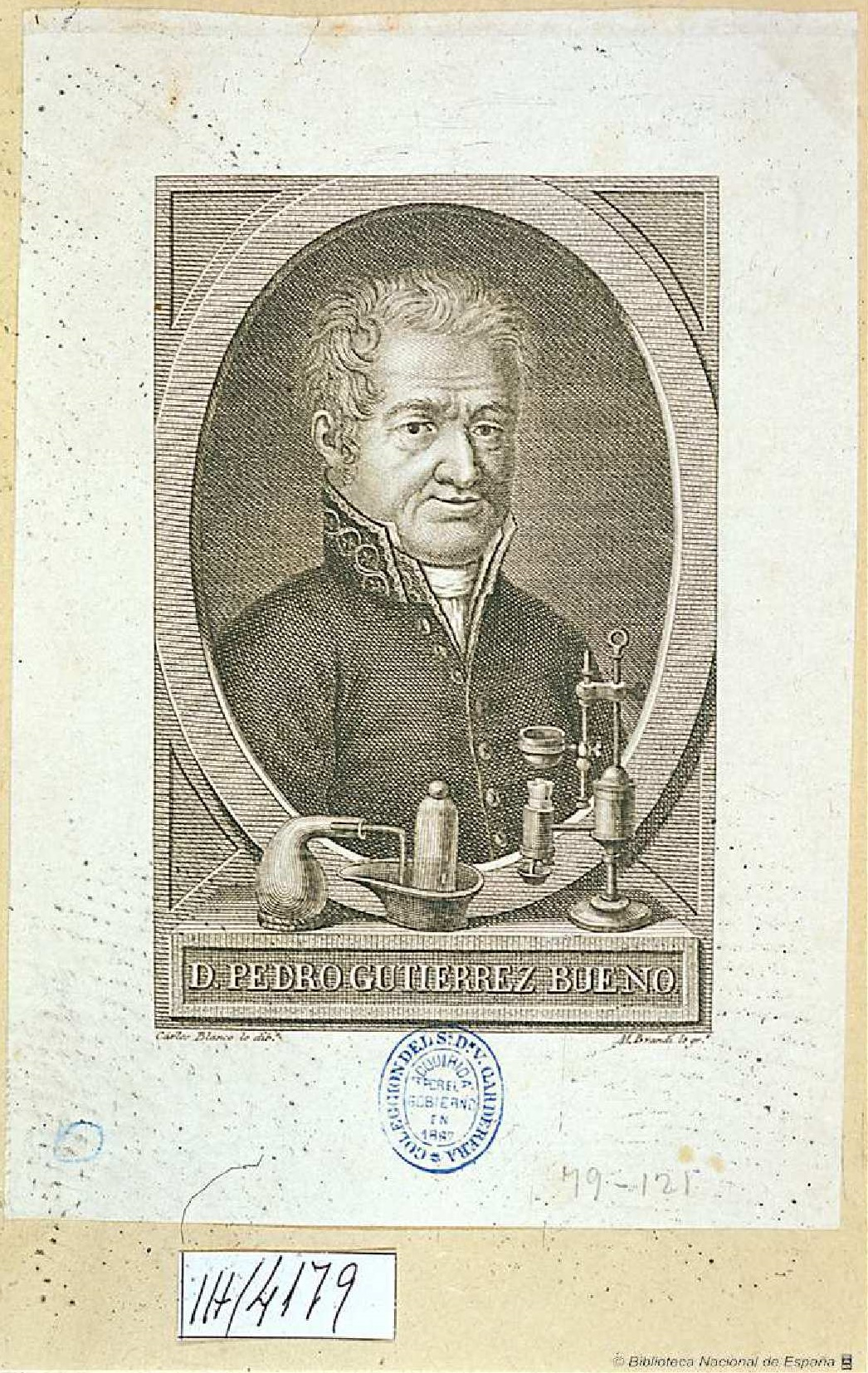
Retrato de Pedro Gutiérrez Bueno, hacia 1815. Grabado de Mariano Brandi por dibujo de Carlos Blanco. Madrid, Biblioteca Nacional de España.

Pedro Gutiérrez Bueno (1745 - Madrid, 1826) fue un químico y farmacéutico español con destacadas obras de enseñanza de la química a finales del siglo XVIII y primeros del XIX.

## Biografía
Pedro Gutiérrez Bueno fue uno de los principales escritores de obras de enseñanza de la química durante los años finales del siglo XVIII y principios del siglo XIX. Tras asistir a los cursos de los Reales Estudios de San Isidro, Gutiérrez Bueno consiguió superar el examen del Real Tribunal del Protomedicato y fue admitido en el Real Colegio de Boticarios de Madrid, por lo que pudo regentar una botica en esa ciudad a partir de 1777. Fue discípulo de José Viera y Clavijo, un decidido defensor de la teoría del flogisto, en las demostraciones que éste hizo en el palacio del Marqués de Santa Cruz sobre lo que denominaron aires fijos y gases. 
En 1785 Gutiérrez Bueno fue nombrado profesor de química en el Colegio de Cirugía de San Carlos, y en 1787 en el Real Gabinete de Historia Natural, época en la que desarrolló una profunda conciencia de la necesidad de mejorar los textos y métodos docentes usados en la época. Poco después del inicio de las clases, Gutiérrez Bueno escribió un Curso de química, teórico y práctica, para la enseñanza del Real Laboratorio de Química de esta Corte (Madrid, 1788). Desde sus primeras obras, en las que mantenía los viejos principios flogísticos, evoluciona hasta aceptar las nuevas teorías químicas, de las que Lavoisier se convirtió en autor preeminente. Nombrado boticario mayor de Su Majestad en 1792, fue el único químico español al que se le encomendó la dirección de uno de los grandes laboratorios, el del Ministerio de Estado, mientras que los franceses Proust y Chavaneau se encargaron de los de la Real Academia de Artillería y del Ministerio de Hacienda, respectivamente. El informe desfavorable de su antiguo maestro, José Viera y Clavijo, anclado en la teoría del flogisto, contra Gutiérrez Bueno y Chavaneau (por haber aceptado la nueva visión elemental de la química y la nueva nomenclatura) propició el cierre de los laboratorios, aunque éstos finalmente se unificarían en 1799 en el Laboratorio Real de Madrid, a cargo de Proust, un químico de visión moderna.
Gutiérrez Bueno siguió ocupando su cátedra de química en el Colegio de Cirugía de San Carlos durante los primeros años del siglo XIX, y en 1804 pasó a ocuparse, como director y profesor de química, del nuevo Colegio de Farmacia de Madrid, cuyos alumnos incorporaron sus textos a su docencia. El gobierno encargó a Gutiérrez Bueno durante esos años la elaboración de trabajos relacionados con su ámbito de conocimiento, como censuras de libros e informes sobre cuestiones tales como la fabricación de pólvora, la instalación de pararrayos, el reconocimiento de minas o la fabricación de tintes, tema este último al que Gutiérrez Bueno dedicó varias obras. Una parte importante de estas comisiones consistieron en el análisis de diversos productos de origen mineral y vegetal así como de varias aguas minerales. Todo ello muestra que los trabajos de química de Gutiérrez Bueno se extendían más allá de los posibles usos médicos de esta ciencia, incluyendo numerosos asuntos relacionados con lo que, en esos años, se denominó química aplicada a las artes, al igual que hicieron otros médicos o farmacéuticos de ese período, y que se centraron en distintas actividades industriales relacionadas con la química. En la villa de Cadalso dirigió fábricas de "solimán" (compuesto de cloruro mercúrico usado con fines terapéuticos), en Manzanares una de ácido sulfúrico (siendo quizás quien introdujo en España el método de las cámaras de plomo), y en La Granja de San Ildefonso una fábrica de blanqueo de tejidos según un proceso adaptado por Berthollet.
Gutiérrez Bueno se jubiló con el establecimiento de las nuevas cátedras (1815, terminada la Guerra de Independencia), siendo reemplazado por Andrés Alcón Calduch.
De su matrimonio con Mariana Ahoiz y Navarro tuvo como hija a Antonia Gutiérrez Bueno, escritora, que fue la primera mujer a la que se concedió acceso a la Biblioteca Real de Madrid (1835).
Entre sus amigos estuvo el también ilustrado Leandro Fernández de Moratín, que le llamaba por su nombre latinizado (Petrus Bonus), y a su hija por su nombre afrancesado (Toinette).

## Gutiérrez Bueno y los conceptos de Química en España a finales delsigloXVIII
Gutiérrez Bueno, como muchos de los químicos de su época, se formó en el contexto de la teoría del flogisto de Becher y Stahl, y su aceptación del nuevo paradigma químico de Lavoisier requirió un cierto tiempo. Su primera obra: Instrucción sobre el mejor método de analizar las aguas, publicada en 1782, se hallaba redactada aún según los viejos conceptos flogísticos y criticaba, especialmente en palabras de Trino Antonio Porcel, profesor en el Real Seminario Patriótico de Vergara, la nueva visión de la química proveniente de Francia, a pesar de que relevantes químicos como Proust o Chavaneau hubiesen pasado por los mismos laboratorios guipuzcoanos. Entre 1782 y 1788 la visión de Gutiérrez Bueno sufrió una notable evolución, y en su obra esencialmente docente de 1788 Curso de química, acepta sin reparos las teorías de Lavoisier sobre la oxidación. Ese mismo año Gutiérrez Bueno publica Método de la nueva nomenclatura química propuesta por Lavoisier, Morveau y Fourcroy, una traducción temprana de los trabajos de los químicos franceses, especialmente del Traité élémentaire de chimie y del Méthode de nomenclature chimique, que aparecen tan sólo un año después que en Francia, simultáneamente que en Inglaterra, y mucho antes que en el resto de países occidentales. Aunque la primera edición de 1788 era poco más que una adaptación de las voces francesas para facilitar la expresión química en castellano, futuras ediciones como la de 1801 incluyeron algunos aspectos más críticos y los nuevos principios químicos fundamentales, así como la incorporación del sistema métrico decimal y su adaptación al sistema de pesos y medidas español. La obra, inconclusa y también de 1788, Reflexiones sobre la nueva nomenclatura química, del subordinado de Gutiérrez Bueno en el Real Gabinete de Historia Natural, Juan Manuel de Aréjula, mucho más analítica de los nuevos conceptos tuvo una gran influencia en el cambio de visión de Gutiérrez Bueno. El gran prestigio de Gutiérrez Bueno entre los químicos y farmacéuticos españoles de la época incrementó la importancia de sus obras en el principio del siglo XIX, que se reeditaron en numerosas ocasiones y se convirtieron en obras de referencia en los laboratorios docentes de su época.